# Pegusa
Genre
Pegusa est un genre de poissons plats marins appartenant à la famille des Soleidae.

## Liste d'espèces
Selon FishBase, ITIS, WRMS :
- Pegusa cadenati Chabanaud, 1954
- Pegusa impar (Bennett, 1831)
- Pegusa lascaris (Risso, 1810) - Sole pole
- Pegusa triophthalma (Bleeker, 1863)